# 尚普勒诺
尚普勒诺（法語：Champrenault，法語發音：[ʃɑ̃pʁəno]）是法国科多尔省的一个市镇，位于该省中部，属于蒙巴尔区。该市镇总面积4.18平方公里，2009年时的人口为30人。

## 人口
尚普勒诺人口变化图示